# Гумхана
Гумхана (кирг. Гүмкана) — село в Базар-Коргонском районе Джалал-Абадской области Кыргызстана. Входит в состав Арстанбапского айылного аймака.

## География
Село расположено в юго-восточной части области, на правом берегу реки Арстанбап (правый приток реки Кара-Ункюр), на расстоянии приблизительно 31 километра (по прямой) к северо-востоку от города Базар-Коргон, административного центра района. Абсолютная высота — 1345 метров над уровнем моря.

## Население
Согласно оценочным данным Национального статистического комитета Кыргызской Республики, численность населения села на начало 2023 года составляла 2271 человек.
| год     | 2009 | 2014 | 2015 | 2020 | 2021 | 2023 |
| ------- | ---- | ---- | ---- | ---- | ---- | ---- |
| человек | 1766 | 1985 | 2057 | 2220 | 2244 | 2271 |